# Mark Le Fêvre
Mark le Fêvre (født 30. december 1988) er en dansk komiker, radio- og tv-vært.

## Opvækst og uddannelse
Han er opvokset i Horsens, hvor han gik i folkeskole, og senere blev student fra Horsens Statsskole. Efter gymnasiet begyndte han at studere i Århus. Under sin studietid her fik han debut på byens Stand Up-scene.
Han er bachelor i engelsk og dramaturgi.

## Karriere
Le Fêvre startede sin stand-up-karriere som 20-årig. I 2013 fik radiostationen The Voice øje på Mark Le Fêvre, og de endte med at tilbyde ham en stilling som vært på morgenprogrammet Vågn Op! Derfor satte Le Fêvre studierne i Århus på stand by og flyttede til København for at lave radio. Samtidig med arbejdet som radiovært fortsatte han med at optræde på Stand Up-scenen og lave YouTube-videoer.
Det folkelige gennembrud skulle vise sig at komme fra Youtube-videoerne, der blev delt flittigt på de sociale medier, og han blev kåret til årets Webstar ved Zulu Awards 2017. Specielt karakteren Jyde-Man var med til slå Mark Le Fêvres navn fast i løbet af 2016. Stilen er mere fortællende og omfatter derfor ikke blot punchlines. Han var nomineret til "Årets talent" ved Zulu Comedy Galla i 2016.
Mark Le Fêvre har stor interesse for gaming, film og tegneserier, hvilket også af og til kommer til udtryk i hans shows. Derudover har han lavet en del gaming-relateret indhold sammen med Pixel.tv og Thomas Bense. Han har også medvirket i podcasten Verdens Bedste Filmklub med Lasse Rimmer.
I foråret 2019 var Le Fêvre på sin første one-man-turne med sit show Bøvl, som gæstede 27 spillesteder. Horsens Folkeblads anmelder Christian Rimestad tildelte showet seks ud af seks stjerner.

## One-man shows
- Bøvl (2019)
- Heldig (2022)
- Det fejler ik' en skid (2025)